# Cavour (Italia)
Cavour es una localidad y comune italiana de la provincia de Turín, región de Piamonte, con 5.512 habitantes.

## Historia
En esta localidad, en 1561 se firmó la denominada Paz de Cavour, entre los representantes de los valdenses residentes en los Valles Valdenses de Piedmont y Felipe Saboya-Racconigi, representante del Ducado de Saboya. La importancia de este tratado reside en el hecho de que se considera (junto con la siguiente  Paz de Turda de 1568), uno de los primeros documentos oficiales otorgantes la libertad religiosa en la historia de Europa occidental. 
La Paz de Cavour garantizaba para la comunidad perseguidas de los súbditos de Saboya, limitada a algunas zonas de los valles ocupados por los valdenses (Luserna, Perosa y San Martino), el derecho a profesar la religión reformada.

## Evolución demográfica
| Gráfica de evolución demográfica de Cavour entre 1861 y 2001 |
|                                                              |
| Fuente ISTAT - elaboración gráfica de Wikipedia              |